# Hospital Corporation of America
 (décembre 2023).
Si vous disposez d'ouvrages ou d'articles de référence ou si vous connaissez des sites web de qualité traitant du thème abordé ici, merci de compléter l'article en donnant les références utiles à sa vérifiabilité et en les liant à la section « Notes et références ».
Pour les articles homonymes, voir HCA.
Hospital Corporation of America, ou HCA est le plus grand groupe hospitalier privé au monde. 

## Histoire
HCA est fondé en 1968 par des membres de la famille Frist, Thomas Frist et son fils Thomas Jr Frist. 
En octobre 2014, HCA annonce l'acquisition de CareNow, une entreprise de services d'urgence au Texas pour environ 1 milliard de dollars.
En août 2018, HCA annonce l'acquisition de Mission Health, une organisation hospitalière basée en Caroline du Nord, pour 1,5 milliard de dollars.

## Activité
Basé à Nashville, dans le Tennessee, il est considéré comme le principal facteur qui fait de cette ville un point névralgique en matière de soins de santé. Le groupe gère 273 établissements de soins intensifs, centres chirurgicaux, hôpitaux psychiatriques et maisons de convalescence dans une vingtaine d'États. Il possède également des cliniques en Suisse et en Grande-Bretagne.
HCA a réalisé en 2005 un chiffre d'affaires de 24,5 milliards de dollars et un bénéfice de 1,4 milliard. En 2018, elle enregistre un chiffre d'affaires de 46,6 milliards de dollars pour un résultat net porté à 3,78 milliards.

## Direction et actionnariat
Le chef de la majorité républicaine au sénat américain et fils de Thomas Frist, Bill Frist, possède des parts dans la compagnie. La majeure partie de sa fortune, estimée à plus ou moins 20 millions de dollars, est le fruit de sa participation dans le HCA. Jack O. Bovender, Jr., est quant à lui directeur général de HCA. Il est diplômé de l'université Duke.